# Wiktor Niemczyk

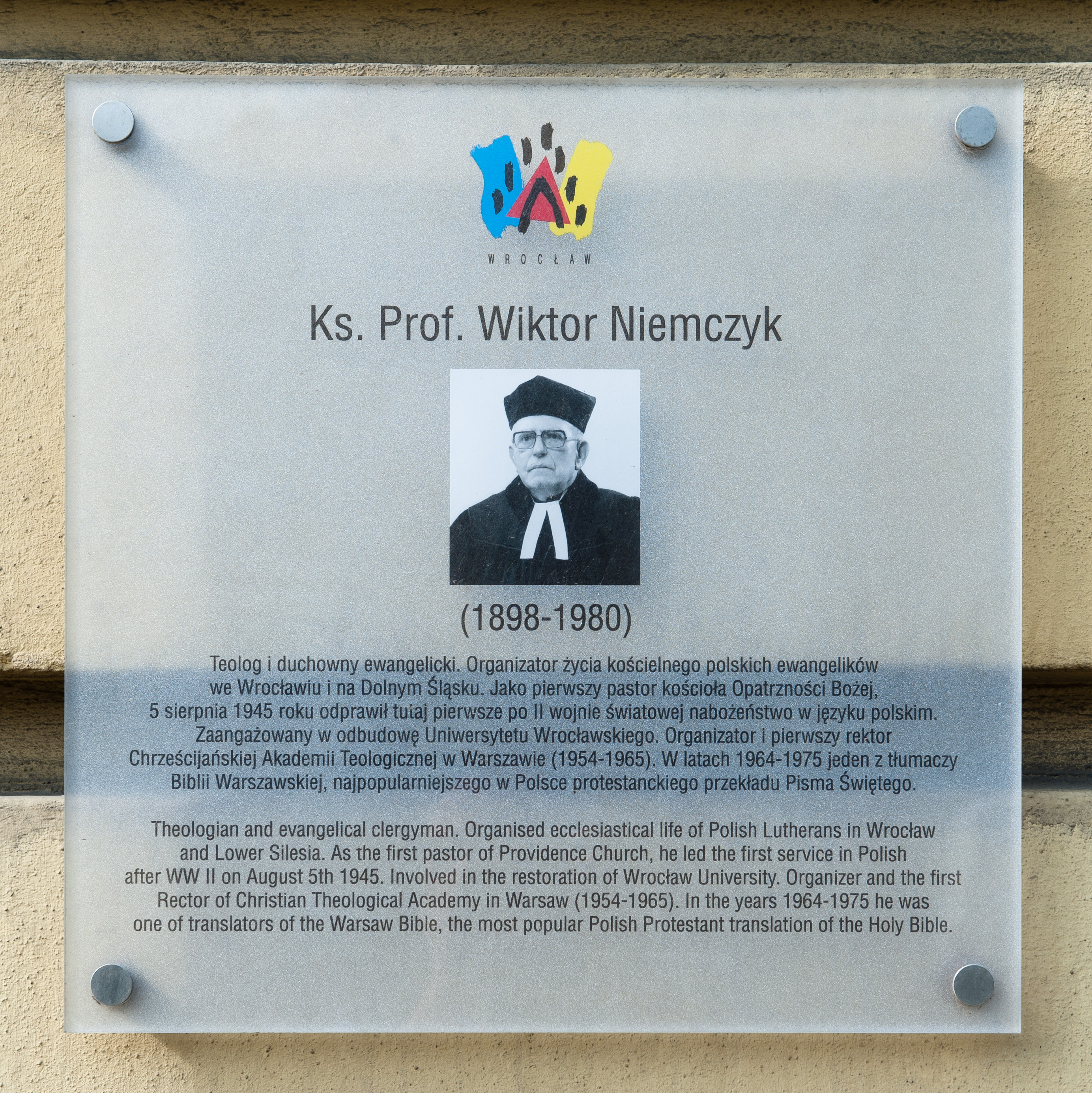
Tablica pamiątkowa na Kościele Opatrzności Bożej we Wrocławiu

Wiktor Niemczyk (ur. 20 listopada 1898 w Bystrzycy, zm. 18 listopada 1980 w Warszawie) – polski ksiądz Kościoła Ewangelicko-Augsburskiego, biblista, rektor Chrześcijańskiej Akademii Teologicznej w latach 1954–1965. Ojciec ks. Jana Bogusława Niemczyka.

## Życiorys
Urodził się w rodzinie Jana, nauczyciela, kierownika polskiej szkoły ludowej, organisty w miejscowym zborze, i Anny z Kaletów. Ukończył szkołę ludową w Bystrzycy, gimnazjum w Cieszynie i kurs Szkoły Oficerskiej w armii austro-węgierskiej. Od 1918 roku w Wojsku Polskim, uczestnik wojny polsko-bolszewickiej (1920).
Po demobilizacji podjął studia na Wydziale Teologii Ewangelickiej Uniwersytetu Warszawskiego. Przez rok przebywał w Wiedniu, gdzie pogłębiał znajomość języków, dziejów religii i kultury ludów Bliskiego Wschodu. Dyplom ukończenia studiów uzyskał w czerwcu 1924, a w listopadzie tego samego roku został ordynowany na duchownego. Został wikarym w Cieszynie, następnie w latach 1925–1939 pełnił urząd proboszcza parafii w Krakowie. W 1932 roku uzyskał stopień doktora teologii na podstawie rozprawy pt. Idea zbawienia i odkupienia w religii Starego Testamentu, w 1937 roku uzyskał habilitację (rozprawa Zagadnienie cierpienia w religii i filozofii) i został docentem na Wydziale Teologii Ewangelickiej UW.
Podczas okupacji niemieckiej został pozbawiony urzędu proboszcza i wysiedlony do Czernichowa.
W styczniu 1945 powrócił do Krakowa, by dalej służyć swemu zborowi. Pełnomocnik Rządu dla Dolnego Śląska powołał ks. Niemczyka na rzeczoznawcę do spraw kościelnych. Piastował urząd referenta do spraw Kościoła Ewangelicko-Augsburskiego w zarządzie miejskim Wrocławia. Był aktywny w organizacji życia kościelnego polskich ewangelików we Wrocławiu i na Dolnym Śląsku oraz przy odbudowie Uniwersytetu Wrocławskiego.
W maju 1946 otrzymał nominację na profesora nadzwyczajnego Wydziału Teologii Ewangelickiej z Uniwersytetu Warszawskiego, w 1948 objął stanowisko prodziekana, a w 1952 dziekana wydziału. W 1954 roku, po wydzieleniu wydziału z UW i przekształceniu w samodzielną uczelnię teologiczną Chrześcijańską Akademię Teologiczną został jej pierwszym rektorem. W 1956 roku Rada Państwa nadała mu tytuł profesora zwyczajnego. W 1965 zrzekł się funkcji rektora i objął kierownictwo katedry wiedzy nowotestamentowej i języka greckiego, którą kierował aż do przejścia na emeryturę 30 września 1969.
W 1979 roku otrzymał tytuł doktora honoris causa Chrześcijańskiej Akademii Teologicznej w Warszawie.
Autor licznych artykułów i rozpraw, jeden z tłumaczy przekładu Biblii znanego jako Biblia warszawska.
Został pochowany na cmentarzu ewangelicko-augsburskim w Warszawie (aleja 13, grób 27a).

## Publikacje
- Idea zbawienia i odkupienia w religji Starego Testamentu (1932).
- Zagadnienie cierpienia w religji i filozofji. T. 1, Zagadnienie cierpienia w świetle historji religji. Cz. 1, Religje bez szczególnego zabarwienia soterycznego (1936).
- Historia dogmatów. T. 1 (1966).
- Dogmatyka ewangelicka. Cz. 1. Prolegomena (1967).
- Marcin Luter, O niewolnej woli (przekł. z łac. dokonał, wstępem i objaśnieniami opatrzył Wiktor Niemczyk), Wydawnictwo ChAT, Warszawa 1979.
- Historia religii, Wydawnictwo ChAT, Warszawa 1986.
- Filozofia religii, Wydawnictwo ChAT, Warszawa 1987.

## Ordery i odznaczenia
- Złoty Krzyż Zasługi (dwukrotnie: 14 października 1947[6], 19 lipca 1954[7])
- Medal 10-lecia Polski Ludowej (24 lutego 1955)[8]